# Кужбахти
Кужбахти́ (рос. Кужбахты, башк. Ҡужбаҡты) — село у складі Ілішевського району Башкортостану, Росія. Входить до складу Кужбахтинської сільської ради.
Населення — 372 особи (2010; 402 у 2002).
Національний склад:
- татари — 74 %